# Acroporium caespitosum
Acroporium caespitosum är en bladmossart som beskrevs av William Russell Buck 1983. Acroporium caespitosum ingår i släktet Acroporium och familjen Sematophyllaceae. Inga underarter finns listade i Catalogue of Life.